# Heptasaurus
Heptasaurus is een geslacht van uitgestorven temnospondyle Batrachomorpha (basale 'amfibieën'). Het leefde in het Midden-Trias (Anisien, ongeveer 244 miljoen jaar geleden) en zijn fossiele overblijfselen zijn gevonden in Duitsland.

## Naamgeving
De eerste fossielen van Heptasaurus werden gevonden in de groeve van de exploitant Reiss in de buurt van het dorp Kappel-Grafenhausen in Zuid-Duitsland en zijn in 1923 door Wepfer beschreven als de nieuwe soort Mastodonsaurus cappelensis. Later (Save-Soderbergh, 1935) werden deze overblijfselen toegewezen aan het aparte geslacht Heptasaurus. Hepta is 'zeven' in het Grieks en verwijst naar de zeven schedelopeningen. Er waren toen zevenendertig schedels bekend die als syntypen kunnen gelden. Tijdens de Tweede Wereldoorlog werd veel van het materiaal vernietigd.
Mastodonsaurus ingens Trusheim, 1937 is wel als een jonger synoniem gezien. Daaropvolgend onderzoek heeft het onderscheid tussen deze twee vormen aangetoond, vanwege enkele morfologische en stratigrafische verschillen (Schoch, 1999).

## Beschrijving
Heptasaurus staat bekend om een aantal fossiele overblijfselen waarmee zijn uiterlijk kan worden gereconstrueerd. Heptasaurus was een grote 'amfibie' (tetrapode met zwemmende larven), begiftigd met een enorm hoofd in vergelijking met het lichaam, ongewoon groot en robuust. De schedel is driehoekig van vorm in bovenaanzicht, met de punt van het rostrum vrij breed. De premaxilla is uitgerust met twee openingen die, wanneer de mond gesloten is, twee grote hoektanden die uit het voorste deel van de onderkaak (symfyse) uitsteken, door de snuit laten gaan. 

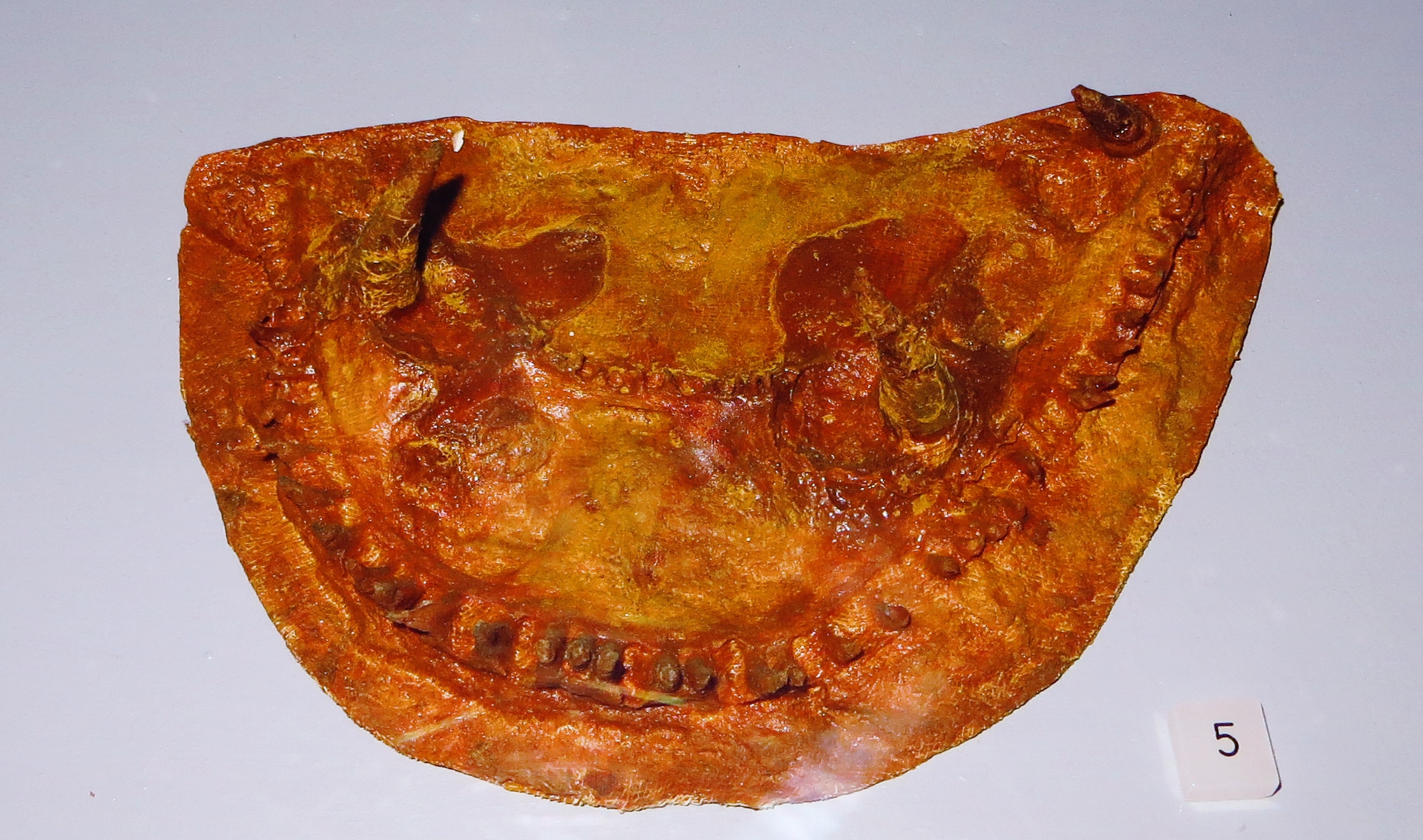
Heptasaurus heeft een enorme kop

De lengte van Heptasaurus bedraagt drie meter. Dit dier lijkt erg op de veel bekendere Mastodontaurus, waarvan het in enkele kenmerken verschilt: in vergelijking met het laatste zijn de oogkassen kleiner, het jukbeen en frontale botten breder en de punt van de snuit breder.

## Fylogenie
Momenteel wordt Heptasaurus beschouwd als de enige andere vertegenwoordiger, naast Mastodonsaurus, van de Mastodonsauridae, een zeer gespecialiseerde groep van temnospondyle 'amfibieën' uit het Trias, waarschijnlijk afgeleid van 'capitosaurische' voorouders. Andere classificaties zien hem als de zustergroep van het geslacht Mastodontosaurus binnen de familie van de capitosauriden.